# Elizabeth Mays
Elizabeth Georgina Alexandra Fox (nacida Mays, anteriormente Delatour; Richmond, Virginia; 10 de diciembre de 1964), más conocida como Elizabeth Mays o Elizabeth Fox, es una millonaria empresaria y filántropa estadounidense.
Es hija de los empresarios James Mays y Marie Mays (de soltera Brynwald). Nació y creció en Richmond, Virginia, hasta los 19 años, cuando fue aceptada en la Universidad de Oxford, titulándose el 7 de febrero de 1987 de la Facultad de Economía.
De 1983 a 1992 vivió en Londres (Inglaterra); sin embargo, después de su divorcio con el multimillonario Jean-Pierre Delatour regresó a Estados Unidos, donde fundó The Mays Corp., una compañía diseñadora de modas que trabajó conjuntamente con Gucci, Alexander McQueen, Versace, Louis Vuitton, Dolce & Gabbana y Converse; asimismo, trabajó con su hermana, la actriz Jayma Mays en proyectos filantrópicos, y así, en 1994 se creó la Fundación Elizabeth Mays.